# Medalha de Ouro do AIA
A Medalha de Ouro do AIA (em inglês:  AIA Gold Medal) é concedida pelo Instituto Americano de Arquitetos, "em reconhecimento a um conjunto de obras de significante influência na teoria e prática da arquitetura."
É a premiação mais significativa do instituto. Desde 1947 é concedida aproximadamente em frequência anual.

## Lista de premiados com a Medalha de Ouro do AIA
| Ano  | Premiado                               | País                                |
| ---- | -------------------------------------- | ----------------------------------- |
| 1907 | Sir Aston Webb (1849–1930)             | Reino Unido                         |
| 1909 | Charles Follen McKim (1847–1909)       | Estados Unidos                      |
| 1911 | George Browne Post (1837–1913)         | Estados Unidos                      |
| 1914 | Jean Louis Pascal (1837–1920)          | França                              |
| 1922 | Victor Laloux (1850–1937)              | França                              |
| 1923 | Henry Bacon (1866–1924)                | Estados Unidos                      |
| 1925 | Bertram Goodhue (1869–1924)            | Estados Unidos                      |
| 1925 | Sir Edwin Lutyens (1869–1944)          | Reino Unido                         |
| 1927 | Howard Van Doren Shaw (1869–1926)      | Estados Unidos                      |
| 1929 | Milton Bennett Medary (1874–1929)      | Estados Unidos                      |
| 1933 | Ragnar Östberg (1866–1945)             | Suécia                              |
| 1938 | Paul Philippe Cret (1876–1945)         | França / Estados Unidos             |
| 1944 | Louis Sullivan (1856–1924)             | Estados Unidos                      |
| 1947 | Eliel Saarinen (1873–1950)             | Finlândia                           |
| 1948 | Charles Donagh Maginnis (1867–1955)    | Irlanda / Estados Unidos            |
| 1949 | Frank Lloyd Wright (1867–1959)         | Estados Unidos                      |
| 1950 | Patrick Abercrombie (1879–1957)        | Reino Unido                         |
| 1951 | Bernard Maybeck (1862–1957)            | Estados Unidos                      |
| 1952 | Auguste Perret (1874–1954)             | França                              |
| 1953 | William Adams Delano (1874–1960)       | Estados Unidos                      |
| 1955 | Willem Marinus Dudok (1884–1974)       | Países Baixos                       |
| 1956 | Clarence Stein (1882–1975)             | Estados Unidos                      |
| 1957 | Louis Skidmore (1897–1962)             | Estados Unidos                      |
| 1957 | Ralph Thomas Walker (1889–1973)        | Estados Unidos                      |
| 1958 | John Wellborn Root (1850–1891)         | Estados Unidos                      |
| 1959 | Walter Gropius (1883–1969)             | Alemanha                            |
| 1960 | Ludwig Mies van der Rohe (1886–1969)   | Alemanha                            |
| 1961 | Le Corbusier (1887–1965)               | Suíça                               |
| 1962 | Eero Saarinen (1910–1961)              | Finlândia / Estados Unidos          |
| 1963 | Alvar Aalto (1898–1976)                | Finlândia                           |
| 1964 | Pier Luigi Nervi (1891–1979)           | Itália                              |
| 1966 | Kenzō Tange (1913–2005)                | Japão                               |
| 1967 | Wallace Harrison (1895–1981)           | Estados Unidos                      |
| 1968 | Marcel Breuer (1902–1981)              | Hungria                             |
| 1969 | William Wilson Wurster (1895–1973)     | Estados Unidos                      |
| 1970 | Buckminster Fuller (1895–1983)         | Estados Unidos                      |
| 1971 | Louis Kahn (1901–1974)                 | Estados Unidos                      |
| 1972 | Pietro Belluschi (1895–1973)           | Itália / Estados Unidos             |
| 1977 | Richard Neutra (1882–1970)             | Alemanha                            |
| 1978 | Philip Johnson (1906–2005)             | Estados Unidos                      |
| 1979 | Ieoh Ming Pei                          | China / Estados Unidos              |
| 1981 | Josep Lluís Sert (1902–1983)           | Espanha                             |
| 1982 | Romaldo Giurgola                       | Itália / Estados Unidos / Austrália |
| 1983 | Nathaniel Alexander Owings             | Estados Unidos                      |
| 1985 | William Wayne Caudill (1914–1983)      | Estados Unidos                      |
| 1986 | Arthur Charles Erickson                | Canadá                              |
| 1989 | Joseph Esherick (1914–1998)            | Estados Unidos                      |
| 1990 | E. Fay Jones (1921–2004)               | Estados Unidos                      |
| 1991 | Charles Willard Moore (1925–1993)      | Estados Unidos                      |
| 1992 | Benjamin C. Thompson (1918–2002)       | Estados Unidos                      |
| 1993 | Kevin Roche (1922–2019)                | Estados Unidos                      |
| 1993 | Thomas Jefferson (1743–1826) (póstuma) | Estados Unidos                      |
| 1994 | Sir Norman Foster                      | Reino Unido                         |
| 1995 | César Pelli                            | Argentina                           |
| 1997 | Richard Meier                          | Estados Unidos                      |
| 1999 | Frank Gehry                            | Estados Unidos / Canadá             |
| 2000 | Ricardo Legorreta                      | México                              |
| 2001 | Michael Graves                         | Estados Unidos                      |
| 2002 | Tadao Ando                             | Japão                               |
| 2004 | Samuel Mockbee (1944–2001)             | Estados Unidos                      |
| 2005 | Santiago Calatrava                     | Espanha                             |
| 2006 | Antoine Predock                        | Estados Unidos                      |
| 2007 | Edward Larrabee Barnes (1915–2004)     | Estados Unidos                      |
| 2008 | Renzo Piano                            | Itália                              |
| 2009 | Glenn Murcutt                          | Austrália                           |
| 2010 | Peter Bohlin                           | Estados Unidos                      |
| 2011 | Fumihiko Maki                          | Japão                               |
| 2012 | Steven Holl                            | Estados Unidos                      |
| 2013 | Thom Mayne                             | Estados Unidos                      |
| 2014 | Julia Morgan                           | Estados Unidos                      |
| 2015 | Moshe Safdie                           | Canadá                              |
| 2016 | Robert Venturi e Denise Scott Brown    | Estados Unidos                      |
| 2017 | Paul Revere Williams                   | Estados Unidos                      |
| 2018 | James Stewart Polshek                  | Estados Unidos                      |
| 2019 | Richard Rogers                         | Reino Unido                         |
| 2020 | Marlon Blackwell                       | Estados Unidos                      |
| 2021 | Edward Mazria                          | Estados Unidos                      |
| 2022 | Angela Brooks e Lawrence Scarpa        | Estados Unidos                      |